# Hammaren, Halland
Hammaren är en sjö i Hylte kommun i Halland och ingår i Ätrans huvudavrinningsområde.